# Geierköpfe
Die Geierköpfe bilden ein dreigipfeliges Bergmassiv in den Ammergauer Alpen in Tirol, Österreich. Der Hauptgipfel ist 2161 m ü. A. hoch, der Westgipfel 2143 m ü. A. und der Ostgipfel 2060 m ü. A. Die Gipfelgruppe befindet sich südwestlich des Ammersattels unweit der bayerischen Grenze.

## Lage
| \| \| |
|       |

Lage des Massivs Geierköpfe in den Ammergauer Alpen (links)
und innerhalb der gesamten Alpen (rechts).

## Besteigung
Der Westgipfel kann auf drei Wegen bestiegen werden, die sich jedoch alle im oberen Teil (auf ca. 1600 m) treffen:
- vom Ostende des Plansees führt ein Steig nach Nordost und Nord über das Schönjöchl östlich am Zwerchenberg vorbei (150 Höhenmeter Verlust) zur Zwerchenbergalpe, von dort in die Südflanke des Massivs und dann auf den Westgipfel
- zwischen Musteralpe und Opelhaus nördlich des Campingplatzes beginnt ein nicht markierter, aber nach der ersten Schuttreiße gut ausgelaufener Steig, der nach Nordost führt und sich nach knapp 100 Höhenmetern Verlust östlich des Zwerchenbergs mit dem obigen Weg vereint.
- an einem kleinen Parkplatz an der Verbindungsstraße vom Plansee über den Ammersattel nach Schloss Linderhof (ca. 2 km südlich vom Hotel Ammerwald an der Brücke über den Teufelsbach) beginnt ein windungsreicher Steig durch das Teufelstal zur Zwerchenbergalpe, wo er auf den obigen Weg trifft.

Der Aufstieg vom Plansee weist wegen der Verluste über 1200 Höhenmeter auf und dauert drei bis vier Stunden. Es handelt sich um eine leichte Bergtour, bei der man nur an einer einzigen Stelle kurz vor dem Gipfel auch Hand anlegen muss.
Der Übergang vom West- zum Hauptgipfel ist etwas anspruchsvoller und erfordert Trittsicherheit und Schwindelfreiheit.
Die Gratbegehung vom Hauptgipfel zum Ostgipfel erfordert sicheres Gehen im Schrofengelände und an einer Stelle Kletterei im II. Schwierigkeitsgrad (UIAA-Skala) und ist nur für erfahrene Bergsteiger zu empfehlen.
Der Westgipfel kann vom Ammersattel auch als interessante Skitour bestiegen werden. Dafür ist allerdings wegen des dichten Latschengürtels eine hohe Schneelage erforderlich. Etwas heikel ist manchmal der Ausstieg aus der Rinne, durch welche man das nordseitige Kar verlässt. Bei wenig Schnee (dann wird es sehr steil) oder hartem Schnee sind Eispickel und Steigeisen dringend zu empfehlen.

## Bilder

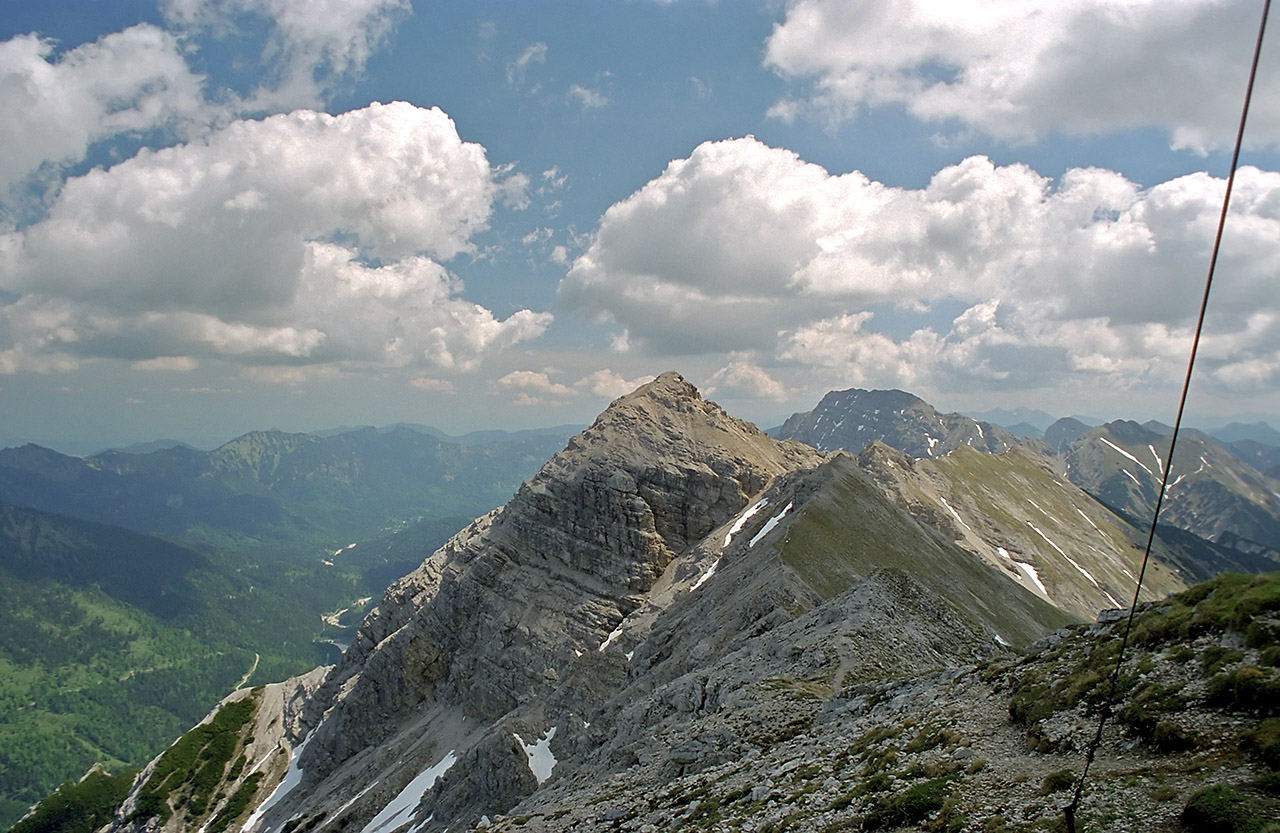
Geierköpfe Hauptgipfel, gesehen vom Westgipfel
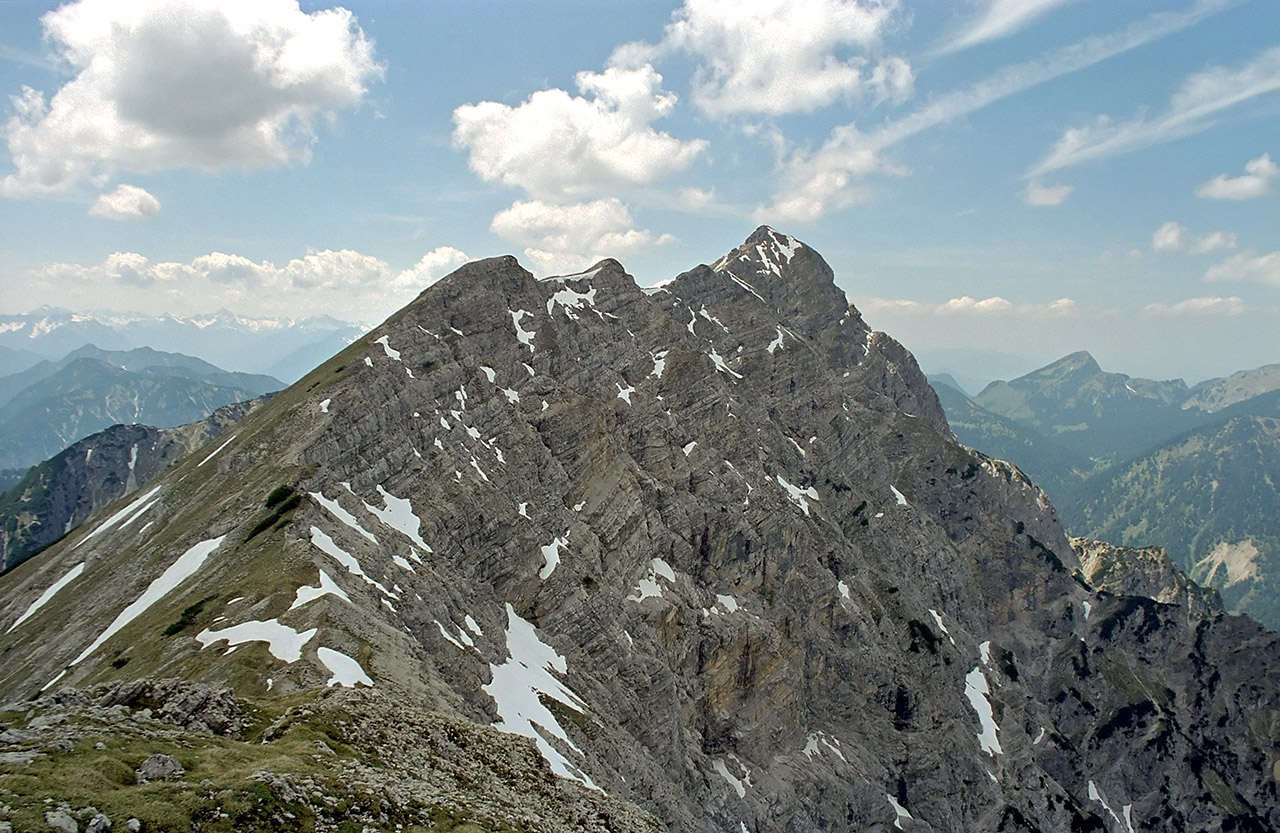
Geierköpfe Hauptgipfel, gesehen vom Ostgipfel
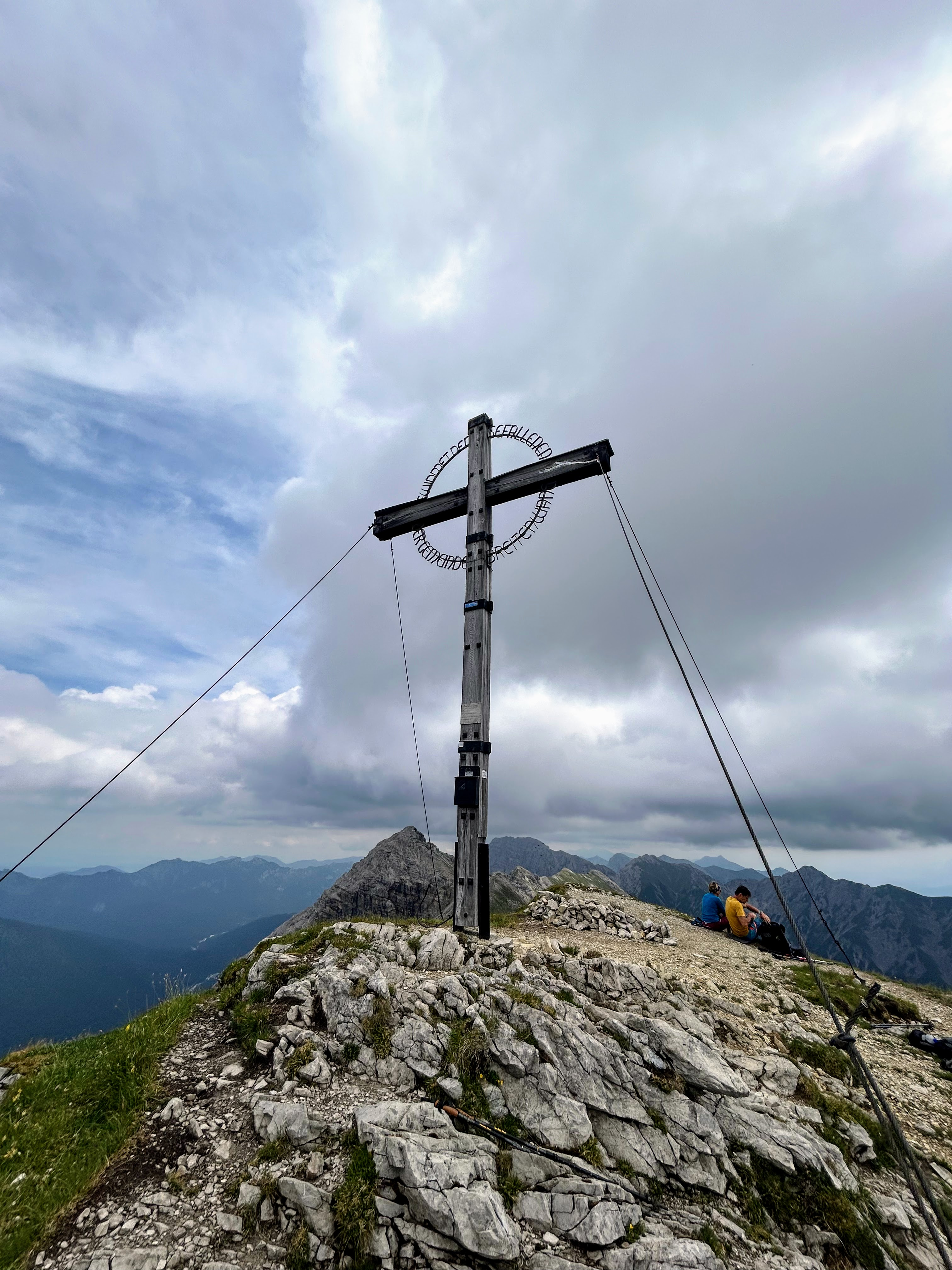
Gipfelkreuz Westgipfel